# Llista dels governants de les Illes Orientals d'al-Àndalus

## Valís de Mallorca baix l'emirat i el Califat de Córdova (902-1012)
- Issam al-Khawlani (902-913)
- Abd-Al·lah ibn Issam al-Khawlani (913-946)
- Al-Muwàffaq (946-969)
- Kàutir (969-998)
- Muqàtil (998-1012)

## Valís de Mallorca baix l'emirat de Dénia (1009-87)
- Abu-l-Abbàs ibn Raixiq (1016-1048)
- Al-Àghlab (< 1048)
- Sulayman ibn Maxiqan (<1076)
- Abd-Al·lah ibn al-Murtada ibn al-Àghlab (1076-1087) (com a valí)

## Emirs independents de Mallorca (1087-1115)
- Abd-Al·lah ibn al-Murtada ibn al-Àghlab (1087-1093) (com a emir)
- Mubàixxir Nàssir-ad-Dawla (1093-1114)
- Abu-r-Rabí Sulayman (1114-1115)

## Valís i emirs almoràvits de Mallorca (1116-1203)
- Wànur ibn Abi-Bakr (1116-1126)
- Muhàmmad ibn Ghàniya (1126-1155)
- Ishaq ibn Muhàmmad ibn Ghàniya (1155-1184)
- Muhàmmad ibn Ishaq ibn Ghàniya (1184)
- Alí ibn Ghàniya (1184-1185)
- Muhàmmad ibn Ishaq ibn Ghàniya (1185-1187) (2n cop)
- Taixfin ibn Ishaq ibn Ghàniya (1187)
- Abd-Al·lah ibn Ishaq ibn Ghàniya (1187-1203)

## Valís almohades de Mallorca (1203-1229)
- Abd-Al·lah ibn Ta-Al·lah al-Kumí (1203)
- Abu-Zayd ibn Tujan (1204-1208)
- Abu-Abd-Al·lah ibn Abi-Hafs ibn Abd-al-Mumin (1208)
- Abu-Yahya Muhàmmad ibn Alí ibn Abi-Imran at-Tinmalalí (1208-1229)

## Governants almohades de Menorca semiindependents (1231-1287)
- Abu-Abd-Al·lah Muhàmmad ibn Àhmad ibn Hixam, cadí (1231-1234)
- Abu-Uthman Saïd ibn al-Hàkam al-Quraixí, arrais i/o almoxerif (1234-1282)
- Abu-Úmar ibn Saïd, arrais i/o almoxerif (1282-1287)